# 2007年德國聯賽盃
2007年德國聯賽盃為第十一屆舉行的德國聯賽盃，於2007年7月21日至7月28日進行，賽事由2006至07年德國甲組足球聯賽首四名、德國乙組足球聯賽冠軍及德國盃冠軍參加。

## 參賽球會
- （德甲聯賽冠軍）
- （德甲聯賽亞軍）
- （德甲聯賽季軍）
- 拜仁慕尼黑（德甲聯賽殿軍）
- 紐倫堡（德國盃冠軍）
- （德乙聯賽冠軍）

## 賽事

### 第一圈
| 7月21日 15:30 |  | 1 : 0 |            | 杜塞尔多夫、LTU球場 |
| 7月21日 18:15 |  | 1 : 4 | 拜仁慕尼黑 | 杜塞尔多夫、LTU球場 |

### 準決賽
| 7月24日 20:30 | 紐倫堡 | 2 : 4 |            | 纽伦堡、轻松信贷体育场 |
| 7月25日 20:30 |        | 0 : 2 | 拜仁慕尼黑 | 、                     |

### 決賽
| 7月28日 18:00 |  | 0 : 1 | 拜仁慕尼黑 | 萊比錫、中央球場 |

## 外部連結
- （英文） 2007年德國聯賽盃官方網站